# Hombeek
Hombeek (dialect: Oemmbeik) is een dorp in de Belgische provincie Antwerpen en een deelgemeente van de stad Mechelen. Hombeek was een zelfstandige gemeente tot aan de gemeentelijke herindeling van 1977.

## Geografie
Het dorp ligt ten westen van het centrum van Mechelen, langs de rivier de Zenne. Binnen de deelgemeentegrenzen ligt ook het gehucht Pikkerie.

## Geschiedenis

### Vroegste geschiedenis
In 1939 werden er vaatwerk uit de ijzertijd (ca. 8e – 1e eeuw v.Chr.) gevonden, en in 2009 werden er ook paalkuilen (vermoedelijk van een schuur) en kuilen gevonden uit deze periode. Voor het begin van onze jaartelling werd dit gebied door Nerviërs bewoond.
Uit de Romeinse periode zijn er sporadische sporen gevonden. In 1939 werd er aardewerk uit de Romeinse en middeleeuwse periode gevonden. In 2009 werden er ook vondsten gedaan van mogelijke Romeinse brandstapels.

### Middeleeuwen
In 1129 draagt Burchard van Kamerijk de "altare" van Hombeek en Leest over aan de Abdij van Kortenberg. Dit is de eerste vermelding van Hombeek. Het "altare van Hombeeck" is vermeld.
In 1233 werd in Hombeek de priorij Leliëndaal van de zusters norbertinessen gesticht. De godsdiensttwisten van de 16e eeuw en meer specifiek de Beeldenstorm uit 1566 en de Spaanse Furie uit 1572 vernielden dit gebouw. De volledige verwoesting gebeurde onder het bewind van de Mechelse hervormers tussen 1680 en 1685.

### 16e–18e eeuw

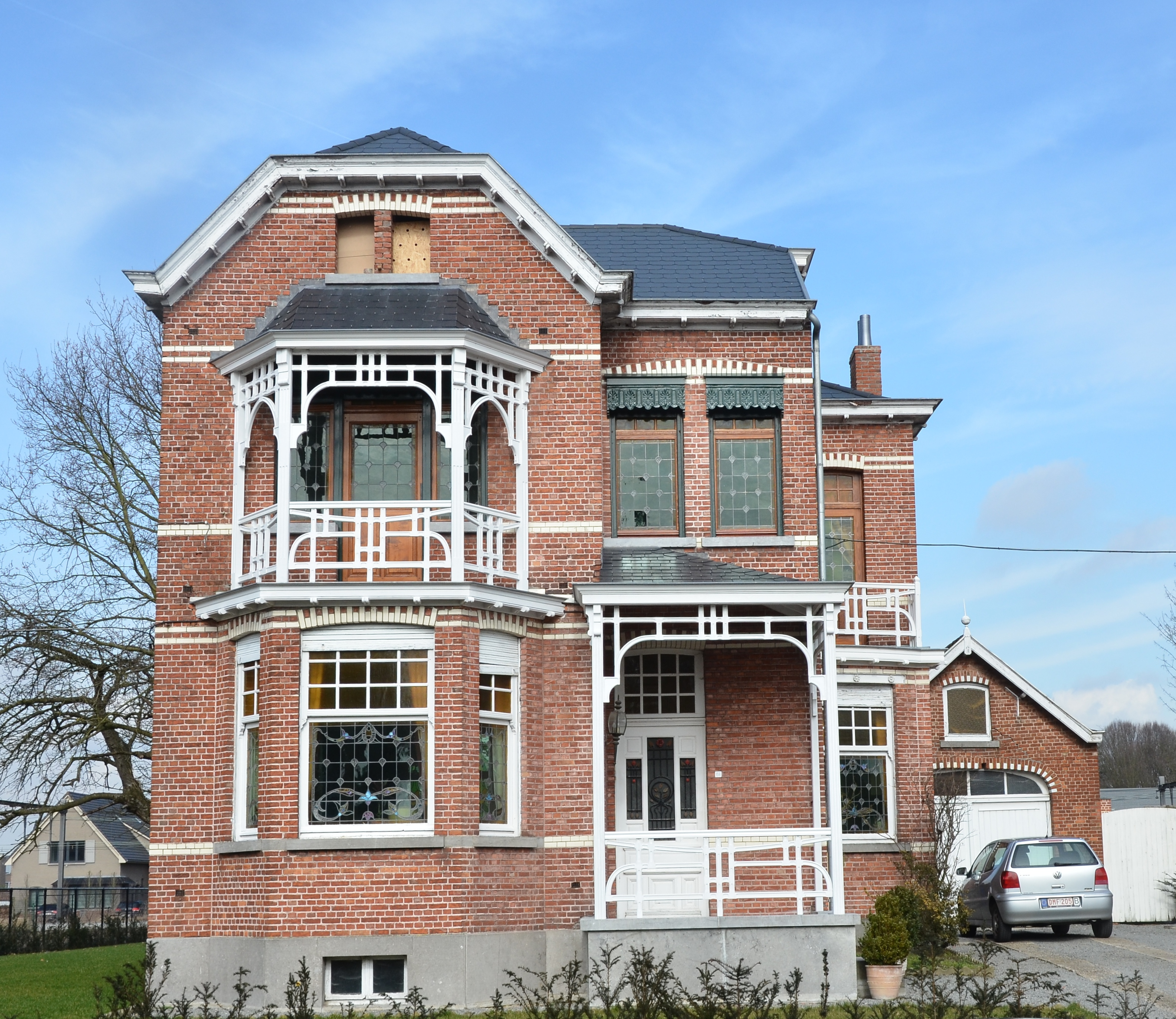
Landelijke woning aan de Bankstraat

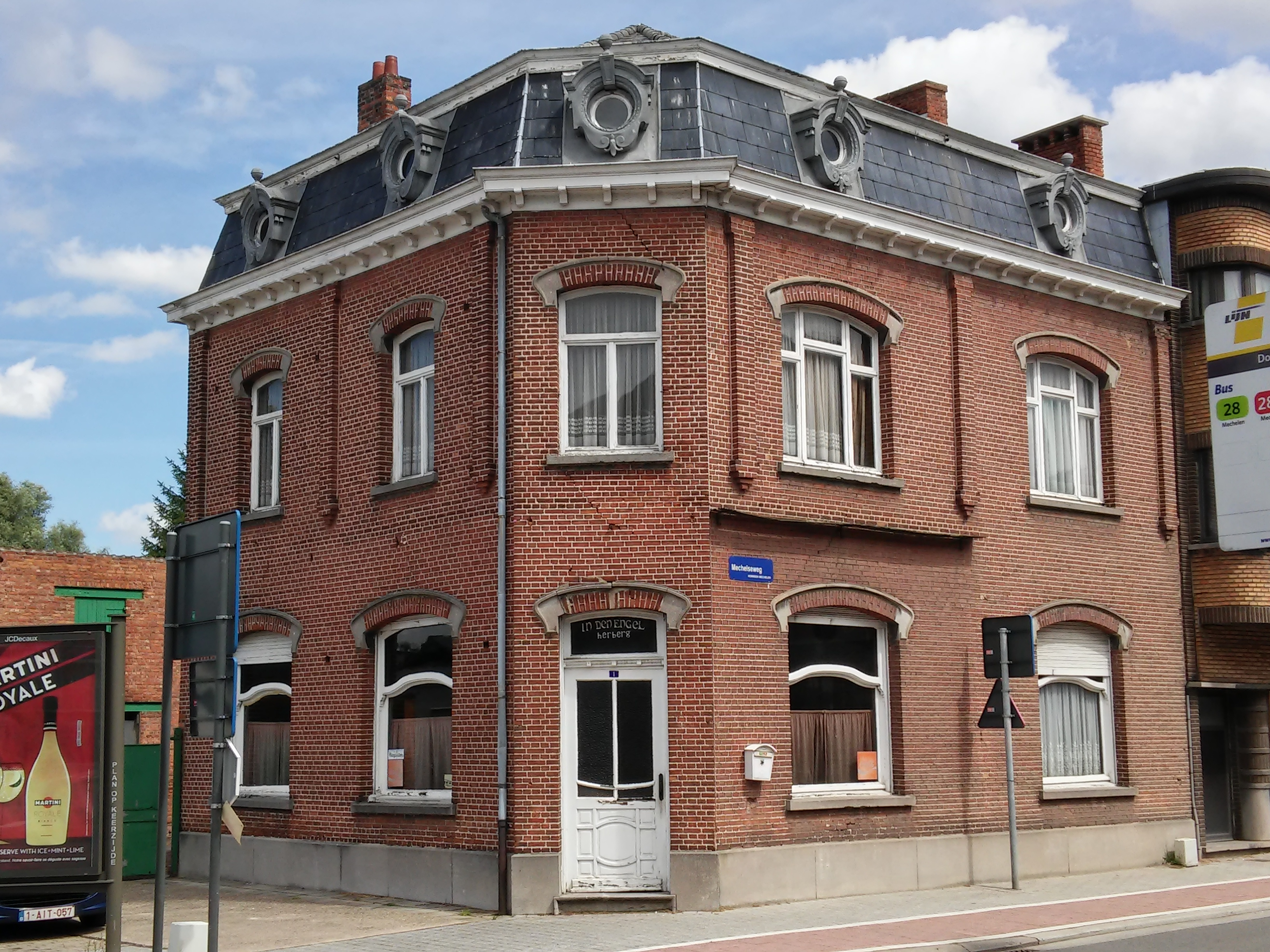
Herberg In den Engel

In 1592 kochten de norbertinessen een terrein van de norbertijnen in Mechelen langs de huidige Bruul en gingen er wonen in 1602. In 1662 bouwden ze er de Onze-Lieve-Vrouw van Leliëndaalkerk.
Hombeek was dan wel één parochie, op bestuurlijk vlak was het gedurende het hele ancien régime opgedeeld in twee stukken. Het oostelijke deel waar de dorpskern bij de Zenne gelegen was heette Neerhombeek. Het veel meer dunbevolkte westelijke deel heette Ophombeek en lag aan de grens met Zemst-Laar en Kapelle-op-den-Bos. De belangrijkste bebouwing van dit gebied is wat men vandaag de Pikkerie noemt. Verder lag op het grondgebied van Hombeek, vlak bij Zemst-Laar, ook nog de onderhorige heerlijkheid Muijselwijck. Pas onder Napoleon zou Hombeek verenigd worden tot één bestuurlijke entiteit, wat het op religieus vlak weliswaar altijd al was.
In 1674 telde Hombeek-Mechelen zo'n 115 gezinnen.
In 1702 telde Hombeek-Brabant 41 gezinnen waarvan er 5 van "den armen" leefden. In 1734 telde Hombeek-Brabant al 59 gezinnen, in totaal waren dit 219 mensen (+12 jaar). In 1747 waren er al 76 gezinnen in Ophombeeck.
Op de Ferrariskaarten (1777) is te zien dat Hombeek (Hombeeck) toen een piepklein gehuchtje was. Er stonden 50 huizen aan de westoever van de Zenne, waarvan 35 als 'lintbebouwing' in de Kattestraat; en 8 huizen op de oostoever van de Zenne.

## Bezienswaardigheden

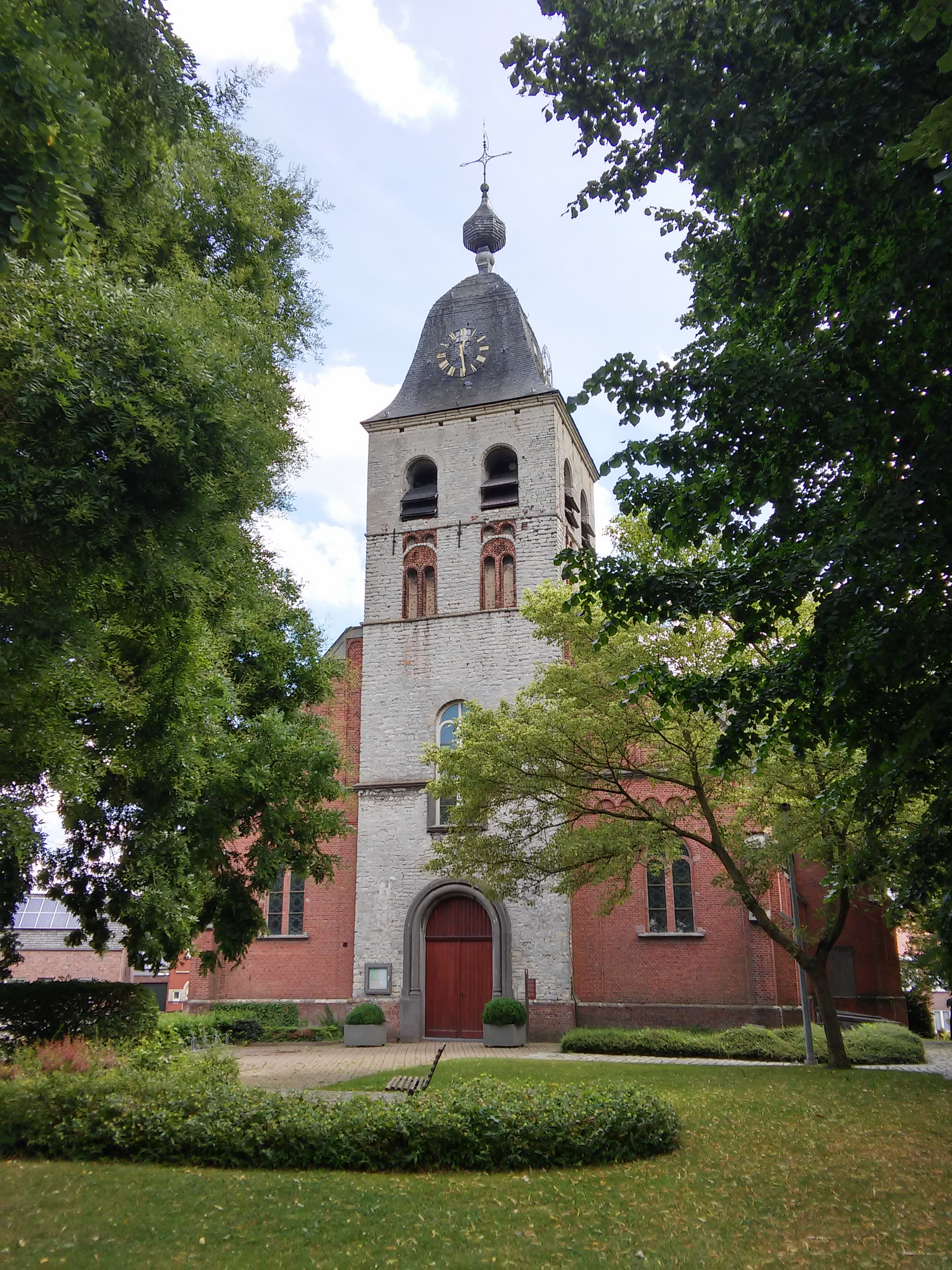
Sint-Martinuskerk

- De Sint-Martinuskerk
- Het Kasteel Expoel
- Het Hof van Egelgem

## Natuur en landschap
Hombeek ligt aan de Zenne op een hoogte van 5-11 meter. Het heeft een zandige bodem. De autoweg E19 loopt vlak langs Hombeek.
De 36 ha grote Eglegemvijver ligt ten zuidoosten van Hombeek en wordt beheerd door het Agentschap Natuur en Bos.

## Demografische ontwikkeling
- Bronnen:NIS, Opm:1806 tot en met 1970=volkstellingen; 1976 = inwoneraantal op 31 december

## Politiek

### Voormalige burgemeesters
| Tijdspanne | Tijdspanne  | Burgemeester                    |
| ---------- | ----------- | ------------------------------- |
|            | 1801 - 1825 | Jan Frans Ceulemans             |
|            | ?           | Henricus Franciscus Ceulemans   |
|            | ?           | ...                             |
|            | 1921 - 1939 | Edward Lauwers                  |
|            | 1939 - 1944 | Ludo Keuleers                   |
|            | 1946 - 1958 | Albert Christiaens              |
|            | 1959 - 1977 | Bernard de Meester de Ravestein |

## Evenementen
- Plantenbeurs van Hombeek: een van de grootste plantenbeurzen van België vindt plaats in Hombeek. Deze vindt steeds plaats op de laatste zondag van april en had al edities met 20.000 bezoekers en meer dan 200 standhouders.

## Sport
- Voetbalclub Zennester Hombeek is aangesloten bij de KBVB en actief in de provinciale reeksen.
- Hondenschool "LHV Tiendeschuurke" is aangesloten bij de Koninklijke Kynologische Unie Sint-Hubertus met stamnummer 1082. De Koninklijke Mechelse Tennis- en Hockeyclub (KMTHC) is gevestigd in Hombeek.
- Rugbyclub Rugby Mechelen gelegen aan de Hombekerkouter en speelt in 2e nationale divisie. Er zijn jeugdploegen in alle leeftijdscategorieën en een ploeg voor mensen met een mentale handicap.

## Bekende inwoners
- Steven Defour, voetballer
- Thomas Van Hemeledonck, nieuwsanker VTM
- Bart Somers, politicus (Open Vld), burgemeester van Mechelen
- Leo De Maeyer, chemicus

## Nabijgelegen kernen
Mechelen, Leest, Kapelle-op-den-Bos, Zemst-Laar, Zemst